# 璩静
璩静，女，曾任新华社记者，华为公共及政府事务部副总裁、中国媒体事务负责人（2015-2021），百度副总裁及公众沟通部负责人（2021-2024）。
2024年5月初，璩静在短视频平台抖音开设账号“我是璩(qú)静”，标榜“百度副总裁、百度公关一号位、华为前公关副总裁”并发布短视频，制造“粉丝数5天内达到95万”噱头，但随后被媒体揭发造假买号、买粉丝、买流量，且其短视频《员工闹分手提离职我秒批》《300封举报信洒满工位》中的争议言论引发网络热议。5月9日被曝已从百度公司离职。

## 履历
2000年，璩静考入西安外国语学院英语专业。2004年，璩静自西安外国语学院毕业后，进入北京外交学院英国语言文学专业进修研究生，研究方向为美国研究，毕业论文为《宋美龄1942-1943年访美述评》。
2007年，璩静硕士毕业后，先后在新华社国内部、中央新闻采访中心担任记者等职。
2015年，璩静离开传媒行业，进入科技行业公关领域工作，任职华为公司公共及政府事务部副总裁、中国媒体事务部部长。2021年8月，入职百度，任副总裁（VP），负责集团公众沟通部工作，自诩为百度公关一号位。
2024年4月24日，璩静与其助理邹少欢共同持股在深圳市龙华区注册深圳市哇咔哇咔文化有限公司，经营范围包括艺人经纪和各类商品销售等。同年5月4日，璩静連續數天在个人抖音号上发布多条视频并引发争议，5月7日，璩静清空抖音号上全部视频。5月9日被多個媒體证实从百度公司离职。

## 争议
2024年5月初，璩静因在短视频平台抖音开设账号“我是璩(qú)静”，以“百度副总裁、百度公关一号位、华为前公关副总裁”的身份，制造“粉丝数5天内达到95万”的噱头，随后被发现涉嫌买账号、买粉、买流量等造假行为，其购买的2022年3月粉丝数已经达到90万的“馨霞原创服饰”账号，21世纪经济报道的记者发现该账号历史发布记录中存在服装销售的视频记录，证实了其买账号、买粉、做数据的嫌疑。同时，其因发布偏激争议言论而走红网络登上多个热搜榜，因引起《北京日报》等官方媒体关注。《星島日報》引述第一财经报道消息指出，璩静引发负面舆情当天，百度港股下跌2.17%，市值蒸发超60亿元港币。
5月1日，璩静发布首个视频后，陆续发布“员工‬闹分手‬，提离职‬，我‬秒‬批‬”“为什么要考虑员工的家庭”等争议言论，被网友评论身为百度公司公关一号位，亲自下场制造负面新闻。相关争议言论引发公众对百度公司价值观的质疑。
璩静在第二支题为「300封举报信洒满工位」的视频中，自曝空降百度副总裁时，曾遭到下属妻子以300封举报信检举行为不端，但該短片已不可见。随后，有网民晒出举报信，内容指璩静涉嫌侵犯个人隐私，要求所有下属收集国家机关部门和中央媒体、门户网站相关领导的爱好和家庭隐私，制作“隐私档案”（外界传百度内部称之为“一指禅”）；每天半夜布置工作、PUA员工，还转发《比亚迪员工加班12小时猝死》新闻等问题。原人民网舆情数据中心主任郑光魁公开指责其行为如果属实，十分恐怖。璩静个人微信向记者回应称“情况完全不属实，也请您不要散播。”百度方面则未作回应。
5月6日，其在自媒体账号公开回应百度公司2016年丑闻魏则西事件。
中国科技网站鞭牛士批评其购买账号、流量造假以及发布争议言论的行为“饮鸩止渴，伤己伤人伤公司”。5月7日中午，其被发现已清空账号内容。5月7日下午，鞭牛士称其在百度旗下百家号开设的自媒体账号被封停。
四川红星新闻评论，璩静作为百度公关主管，不顾个人言论的影响，执意向社会传递把员工当工具压榨而不顾情绪的不良职场价值观，无法提示百度品牌形象，却给百度造成负面舆情。
中天新闻网评论其想立「霸道总裁」人设，反被网友酸“有空做医美，没空陪孩子”。
随后，璩静被曝出曾因《南华早报》的一篇报道，将《南华早报》制作成傀儡小人厌胜物在办公室搞“扎小人”之类的诅咒。
多名律师对科技媒体虎嗅表示，璩静言行“没有法律意识，不尊重劳动者”，是对法律的冒犯，其短视频中的所述事实涉嫌违反《中华人民共和国劳动法》第三十六条、第三十八条、第四十一条和第四十二条，更是波及百度公司环境、社会和公司治理（ESG）的一级子议题劳工管理。
5月8日，外界风传璩静已被百度开除，百度内部人员、百度公司总机和璩静本人对外做出否认。
5月9日凌晨，璩静在其个人微信账号朋友圈中发布道歉信，称其“发布短视频之前，我没有事先征求公司（百度）意见，不符合相关流程，也不代表公司立场”，但“初心是想把工作做好，但心太急了，方法不当”，未来将改进个人的沟通方式和管理方式。随后，有百度前员工实名爆料进一步披露璩静相关内幕。璩静则辩称百度内部有人给2000元人民币指示其爆料。
5月9日下午，媒体称百度创始人李彦宏与人力资源负责人崔珊珊就璩静事件召开小范围员工沟通会。会议结束后不久，璩静已提交离职手续。5月9日晚间，媒体证实璩静已从百度公司离职，但其本人和百度官方未予回应。鞭牛士等媒体则曝光，璩静在事发前的2024年4月24日在深圳市龙华区注册深圳市哇咔哇咔文化有限公司，持股90%，而另一名持股10%的股东邹少欢则是璩静在百度任职期间的助理，该公司经营范围包括多类商品销售及艺人经纪等。澎湃新闻記者证实，璩静离职当晚已退出百度公关部组建的媒体群，邹少欢依然在群内。一则网传消息称李彦宏夫人拍板决定了璩静离职，但也有据称知情人士向媒体否认此传闻。
多家媒体从百度内部人士处获悉，璩静早在2023年的一次百度公关部全体会议上，就要求公关部全员百余人转型做视频自媒体、设立个人自媒体账号，账号表现与年终绩效挂钩。多名员工为此表示不满或离职，或者对运营账号敷衍了事。还有网传聊天记录显示，璩静在2024年4月21日通知下属要在5月2日“大限将至”前开通个人账号并满足发稿要求，“leader(管理者)和我以身作则”。
5月10日中午，百度公众号发文，百度人力资源管理资深副总裁崔珊珊在一场内部活动中回应，百度存在一些大厂病，管理层在着重关注、着手解决。
5月12日，璩静在一位创作者的抖音视频评论区中批评其蹭热点、少造谣，“你有什么资格来点评我？”